# Monte Cingolo Rosso
Il monte Cingolo Rosso è una montagna delle Prealpi Bresciane e Gardesane appartenente gruppo del monte Caplone-monte Tombea, sottogruppo del monte Stino e con la sua cima raggiunge i 1.102 m.s.l.m.

## Geografia fisica
Situato in parte nel territorio comunale di Valvestino, al quale appartiene il versante sud e di Bondone, con la cima e il versante nord; fa parte del Parco Alto Garda Bresciano e della Valle del Chiese. È un luogo storico in quanto da circa l'anno 1027, per secoli, segnò il confine di Stato,  come ad esempio dal 1426 fino al 1797 tra il Principato vescovile di Trento e la Repubblica di Venezia, tra il Regno d'Italia e l'impero d'Austria dal 1859 al 1918; il suo versante sud è percorso da una mulattiera che collega Bondone con Moerna in Val Vestino e attraverso questa nel 1166 sarebbe transitato l'imperatore Federico I Barbarossa proveniente da Toscolano e nel 1526 dal condottiero Georg von Frundsberg proveniente dalla Germania. Fu fortificato nella Grande Guerra con trincee e la strada di arroccamento.
Il monte è costituito da una cengia boscosa che collega il monte Calva con le pendici sud del monte Bezplel-Cingla sormontata un'aguzza vetta rocciosa. Il versante sud, esclusa la Cima, appartiene amministrativamente al comune di Valvestino come la vicina Valle di Piombino e, si può dire, che questo territorio rappresenti un'anomalia amministrativa in quanto si configura come un cuneo valvestinese nella Valle Sabbia, posto oltre la naturale divisione geografica rappresentata dalla cresta montana del monte Cingla e del monte Stino.

## Origini del nome
Il toponimo deriverebbe, secondo alcuni, dal latino cingulum che significa "cintura" o "cingolo" e identificherebbe così una striscia di terra che contorna una rupe o una cengia o ancora un ripiano erboso fra i dirupi. Dello stesso significato sono il monte Zingla di Vobarno e il vicino monte Cingla  di Valvestino . Il nome Rosso deriverebbe dalla roccia dolomitica rossastra causata dalla presenza di licheni e anche poiché nelle serate soleggiate, dall'estate all'autunno, al momento del tramonto, si presenta il fenomeno dell'enrosadira, ossia la montagna assume una colorazione rossastra. Esiste più a nord, sempre nella Valle del Chiese, un altro monte Cingolo Rosso alto 2.182 m. nell'ex comune di Condino nella zona della Valle Aperta.
Il toponimo viene indicato nell'Atlas Tyrolensis del cartografo Peter Anich, stampato a Vienna nel 1774, che è la prima carta geografica dettagliata della Contea del Tirolo, e compare per la prima volta in un documento nel 1608 e consiste in una relazione del provveditore veneto Giovanni Francesco Dolfin inviata al Senato Veneto.

## Storia
In antico la mulattiera del Cingolo Rosso che si inerpica per circa 9 chilometri dall'abitato di Bollone fino a raggiungere Bocca Cocca, rappresentò il collegamento principale in uso tra la popolazione della Val Vestino per comunicare con quella del Chiese, alla quale era legata amministrativamente con il feudo dei conti Lodron fino al 1802 e all'impero austriaco fino al maggio del 1915.
Per permettere un passaggio agile e sicuro, il tracciato fu costantemente manotenuto, riattato in più periodi alle esigenze militari e allargato a proprie spese dalle comunità di Valle. Qui vi transitò la storia della Val Vestino fatta da mercanti, contadini, cavallari, carbonai, banditi del XVII e XVII secolo, vescovi o i loro delegati, pedoni postali, nel 1512 vi transitarono i mercenari tedeschi diretti al sacco di Brescia, gli eserciti della Repubblica di Venezia nel 1516 e di tutti quelli che scendendo dal nord Europa e intenzionati a evitare il baluardo della Rocca d'Anfo, erano diretti nella pianura Padana o viceversa vi salivano. Secondo le cronache, la tradizione orale o leggenda, nel 1166 vi transitò l'imperatore Federico Barbarossa proveniente dal porto di Toscolano e diretto in Val Camonica, mentre nel novembre del 1526 fu percorsa da circa 20.000 lanzichenecchi al comando del condottiero Georg von Frundsberg che, inerpicatosi da Bondone sul monte Calva, il Cingolo Rosso e sul monte Stino, calò sulla veneziana Capovalle incendiandola per poi proseguire verso la pianura Padana. 
Nel maggio del 1528, secondo i resoconti del cronista veneto Marin Sanudo, vi transitarono alla vicina Bocca di Valle una parte dei 15.000 uomini comandati dal duca Enrico V di Brunswick-Lüneburg provenienti dalla Germania e diretti nel ducato di Milano per sostenere il governatore spagnolo Antonio de Leyva assediato dalle truppe anti imperiali francesi e dello Stato della Chiesa. 
Il 24 agosto 1796 nel corso dell'invasione napoleonica d'Italia, circa 80 soldati francesi provenienti dall'accampamento di Storo della divisione del generale Pierre Sauret vittoriosi dopo la battaglia di Castiglione del 5 agosto contro l'esercito austriaco e in avanzata nel Trentino, giunti a Moerna passando dalla mulattiera della Bocca Cocca, scesero, a suon di tamburo e tromba, a Turano imponendo ai rappresentanti di Valle il pagamento della "tassa di guerra" consistente in 2.000 lire venete in contanti e altre 3.000 lire in grani e bestiame. In compenso rilasciarono passaporti al pubblico e al privato di poter "a man salva"  introdurre in Valle le mercanzie e generi alimentari necessari al sostentamento della popolazione.
Nel decennio antecedente il 1840 salì da Bondone a Moerna il geografo e cartografo Attilio Zuccagni-Orlandini e così narrò il percorso che rimane l'unica descrizione conosciuta: "Appartiene a questa Giudicatura di Distretto [di Condino] l'estrema punta meridionale del Trentino situata a ponente del Benaco e denominata Valle Vestina, cui irriga il Toscolano. Vi si giunge da Bondone, per un sentiero che passando pel monte Cingolo Rosso, guida alla cima dello Stino e quindi a Moerna dopo due ore circa di ascensioni e discese disastrose assai, e non praticabili che da pedoni...".

### Il confine di Stato e i cippi austro-veneti
Nel 1004 il Trentino fu eretto a Comitato (Contea) del Sacro Romano Impero dall'imperatore Enrico II il Santo e, nel 1027, l'imperatore Corrado II il Salico donò la contea di Trento al vescovo Udalrico II (1022-1055) e ai suoi successori. Da allora il vescovo di Trento rivestì anche il titolo di principe del Sacro Romano Impero ed ebbe nelle sue mani il potere spirituale e quello temporale. Poco anni dopo le terre di Val Vestino furono aggregate nuovamente al Trentino insieme alla valle di Ledro, Riva del Garda, Vallagarina, le Giudicarie, Tignale e Bagolino. 
All'interno del principato si vennero a confermare delle piccole entità subordinate su proprietà di nobili famiglie, come i Cles, i Madruzzo, i Lodron, i Castelbarco, ma anche delle forme diverse di organizzazione come il "Libero comune di Storo", le "Sette pievi delle Giudicarie", i "Quattro vicariati", le quali godevano di una certa autonomia sulla base di Statuti riconosciuti, pur riconoscendosi anche l'autorità superiore del Vescovo e dell'Imperatore del Sacro Romano Impero Nationis Germanicae, mentre la restante parte del territorio era soggetta al dominio diretto del Vescovo. La prima notizia documentata dell'appartenenza della Val Vestino  alla famiglia Lodron risale al 4 giugno 1189 quando sette illustri uomini di Storo strinsero un patto fra loro per dirimere tutte le liti che potessero insorgere per il possesso per il castello di Lodrone e tutti i possessi che un certo Calapino possedeva nella Pieve di Condino  e in Val Vestino. È presumibile che da quel periodo il monte divenisse confine con il territorio a sud del bresciano appartenente alla Pieve di Idro. 
Dal 1337 al 1426 segnò la frontiera con la signoria dei Visconti, dei Malatesta (dal 1404) e con il Ducato di Milano. Successivamente con la Repubblica di Venezia quando il 21 agosto del 1752 a seguito del trattato di Rovereto, stipulato tra l'impero d'Austria e la Serenissima, ne furono determinati nuovamente i confini di Stato con la collocazione nell'anno seguente, il 1753, di numero 20 cippi di pietra calcarea sui soli confini della Val Vestino. Tra questi il n. 9 I Intermedio e il n. 10 K Intermedio furono posti sul Cingolo Rosso, il primo alla Coca di Berardo verso il monte Calva prossimo alla mulattiera militare a quota 1.140 m., il secondo sulle pendici occidentali del monte Bezplel su un dosso a quota 1.200 m.. Questi, dopo la caduta di Venezia del 1797, la parentesi napoleonica e austriaca riguardante l'occupazione della Lombardia, continueranno a determinare il confine di Stato con il Regno d'Italia dal 1859 fino al 1918 e successivamente quello regionale con la Provincia di Trento fino ai tempi odierni.

### Il leggendario passaggio di papa Alessandro III in Valle nel 1166
Un'antica leggenda nata sulla fine del Quattrocento inizio del Cinquecento narra che sul finire del 1166, precisamente nel mese di ottobre, passò sui monti del Bresciano e in Val Vestino il papa Alessandro III, esule da Roma, sostenitore dei liberi comuni, incalzato dagli imperiali dell'imperatore Federico I Barbarossa e contestato nella sua autorità da quattro antipapa. Questo racconto è stato insistentemente riportato oralmente nei secoli dalla popolazione locale e trascritto dagli storici, ma ritenuto dai più degli stessi privo di prove certe e concordanti, tra questi Cipriano Gnesotti, ecclesiastico storese, nelle sue Memorie delle Giudicarie del 1700, ma il ripetersi della leggenda in tre zone geografiche ben distanti fra loro è sorprendente.
A Turano di Valvestino si rievoca, nell'ultima domenica del mese, la Festa del Perdono  ove ogni persona, pentita e confessata, che abbia visitato la chiesa di San Giovanni Battista, vengono rimesse completamente tutte le colpe, questa cerimonia ecclesiastica fu istituita, secondo la tradizione, dal papa Alessandro III riconoscente dell'ospitalità e della protezione dei valligiani, nonostante la Valle fosse di fede ghibellina e soggetta alla famiglia Lodron, pure di fede imperiale, prima di riprendere il suo percorso, si ipotizza,  in Val Sabbia passando, per qualcuno, da Capovalle o da Bocca Cocca-Cingolo Rosso. Secondo Attilio Mazza si può supporre che tale Festa del Perdono sia piuttosto da collegare al Perdono d'Assisi del 1216 che si celebra il 2 agosto mentre Cipriano Gnesotti ipotizza che: "cadendo in quest'ultima domenica la Consacrazione della Chiesa Rettorale, nella quale in allora sia concessa una indulgenza per chiamarvi que' popolani a farne l'anniversaria adorazione, e questa si chiama ancora Perdono. Di certo il concorso è grande, e maggiore era tempo fa, quando vi concorreva la milizia nazionale. Bolla di indulgenza non si può mostrare perita, credo, nell'incendio della canonica di Turano"
Del passaggio in Val Sabbia e Val Trompia di Alessandro III le cronache ricordano una lapide murata sulla parete della chiesa di Mura appartenente all'ex pieve di Savallo, mentre il 19 aprile 1545 mons. Donato Savallo, rettore di Marmentino e arciprete della cattedrale di Brescia, ritrova le reliquie insigni che si ritenevano donate da papa Alessandro III transitante per Marmentino fuggendo dall'imperatore Federico Barbarossa, e le colloca devotissimamente sotto l'altar maggiore della chiesa parrocchiale dei Santi Cosma e Damiano. Il papa sembra che abbia donato alla Chiesa una ricca pianeta dorata.

### 1166, il transito dell'imperatore Federico I Barbarossa
Un'antica tradizione orale più volte riportata nei secoli dagli storici, tra questi Cipriano Gnesotti nelle sue "Memorie delle Giudicarie" del 1700. e nei rapporti segreti dei provveditori veneti di Salò inviati al Consiglio dei Dieci a Venezia nel 1600, racconta che nell'ottobre del 1166 l'imperatore di Germania, Federico I detto il Barbarossa, scese in Italia con il proprio esercito composto da circa 10.000 uomini per la quarta volta con l'intento di strappare all'Imperatore d'Oriente la base che egli manteneva nell'Italia centrale e assoggettare le città ribelli alla politica del Sacro romano impero. Costui, passato per Trento, dopo aver percorso la consueta Valle dell'Adige e vista l'impossibilità di raggiungere Milano data l'ostilità dei Veronesi e dei Castelbarco che avevano sbarrato con ingenti forze la Val Lagarina, espugnato i castelli ghibellini di Rivoli e Appendice, e quella delle città di Brescia e Bergamo, deviò sulla sponda orientale del lago di Garda e imbarcò a Garda i propri armati fino all'approdo di Toscolano. Qui, guidato dai fedeli conti di Lodrone, feudatari ghibellini, si inerpicò nella Valle del Toscolano, raggiunta la Val Vestino, da Turano salì alla Bocca Cocca  e per la mulattiera del monte Cingolo Rosso discese a Lodrone, donde per Bagolino e passo di Croce Domini passò in Valcamonica a Breno e raggiunse così Milano nel mese di novembre. Per alcuni questo passaggio, per altri invece quello di papa Alessandro III avvenuto nello stesso anno nel mese di novembre, sarebbe ricordato da certe lettere incise "in macigno" vicino al luogo denominato Scaletta nel territorio di Bondone presso il monte Cingolo Rosso. Altri storici non menzionano il fatto, invece, al contrario, tra questi Ludovico Antonio Muratori, sostengono che dalla Valle dell'Adige il Barbarossa ritornò sul suo cammino e puntò al passo del Tonale calando poi nella fedele Valcamonica. Mentre per altri studiosi, i due fatti non sono in contrapposizione fra loro e anzi lecitamente si può supporre per Cipriano Gnesotti un transito breve dell'imperatore passando in Val Vestino con la sola scorta dei Lodron e di poche unità per raggiungere al più presto possibile e in gran segreto Breno, mentre il grosso dell'esercito, vista l'impossibilità di essere traghettato via lago dalle esigue imbarcazioni presenti, un passaggio più lungo a nord nella Valle di Non.

### 1526, il transito del condottiero Georg von Frundsberg
Nel luglio 1526 domata la rivolta dei contadini a Radstadt, Georg von Frundsberg, un corpulento ma ammalato condottiero di 53 anni d'età, nobile signore del castello di Mindelheim in Baviera, suddito fedele dell'imperatore del sacro romano impero germanico, Carlo V d'Asburgo, e luterano fanatico nemico giurato del papa Clemente VII, assoldò un buon numero di fanti mercenari svevi, franconi, bavaresi e tirolesi, in totale circa 14.000 uomini, 200 operai tagliapietre specializzati nel sistemare i tracciati accidentati, 3.000 donne al seguito come vivandiere e 400 cavalli borgognoni da trasporto, intenzionato a scendere in Italia per sostenere il figlio Kasper assediato con i suoi armati a Milano dalle truppe francesi della Lega Santa. A capo delle sue soldatesche pose il figlio Melchiorre, il cognato conte Ludovico Lodron, il conte Cristoforo di Eberstein, Alessandro di Cleven, Niccolò di Fleckenstein, Alberto di Freiberg, Corrado di Bemelberg, detto “il piccolo Hess”, Nicola Seidenstuker, Giovanni di Biberach e Sebastiano Schertlin.
In ottobre Frundsberg mosse verso sud oltre le Alpi e acquartierò tutte le truppe tra Merano e Bolzano ove fu raggiunto da altri 4.500 fanti, che avevano lasciato Cremona con Corradino di Clurnes. Il 2 novembre tenne a Bolzano il consiglio di guerra e nei giorni seguenti puntò sulla città di Trento ove il 12 novembre l'armata, formata da 36 “bandiere”, mosse apparentemente verso la Valsugana e Bassano del Grappa, per poi dirigersi, attraversando il Buco di Vela, verso la valle del Chiese,  ove giungerà a Lodrone il 14 sostando tre giorni in attesa dell'arrivo di tutte le forze.
Il Frundsberg, privo di artiglierie al seguito, vista l'impossibilità di superare con un unico assalto le difese venete della Rocca d'Anfo che gli sbarravano il cammino verso la pianura Padana, consigliato dal cognato il conte Ludovico Lodron e da Antonio Lodron, che conoscevano i luoghi a menadito e disponevano di guide sicure, nel pomeriggio del giorno 15, ma non prima di aver comandato una manovra diversiva di alcuni reparti verso la stessa Rocca d'Anfo come a far intendere di voler passare di là, inerpicò, apparentemente non visto dai veneziani in realtà spiato in ogni mossa, le prime 3.000 avanguardie della sua ciurmaglia, con alla testa i conti Lodron, su sentieri alle spalle del castello di San Giovanni di Bondone tra gole scoscese e dirupi da camosci puntando verso Bocca Cocca e attraverso il monte Stino, su Hano, territorio della Serenissima Repubblica di Venezia.

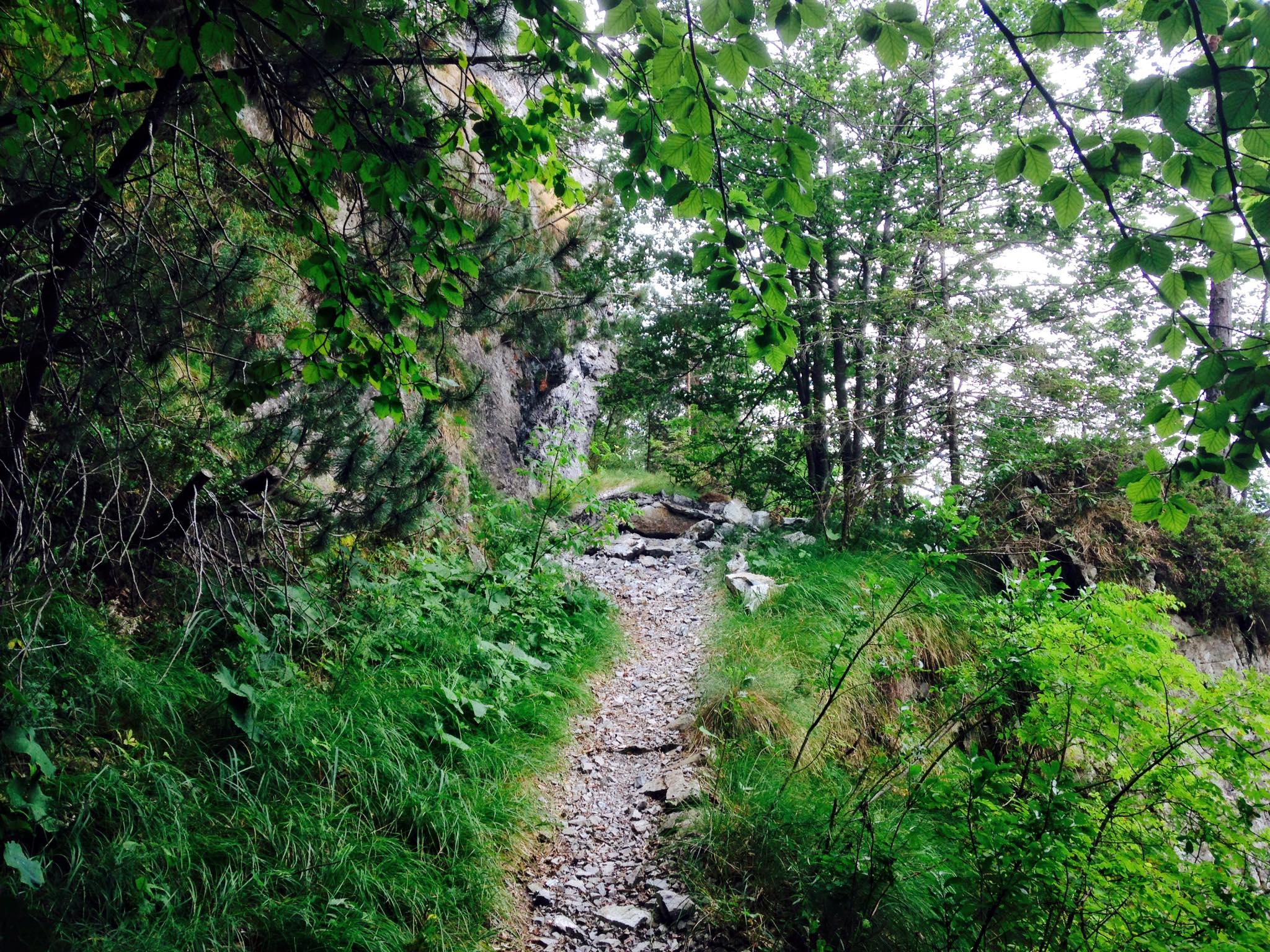
Scorcio del "sentiero della Calva o del Cingolo Rosso" in Val Vestino, oggi consiste in un'ex mulattiera militare della Grande Guerra

Il Frundsberg s'incamminò tra gli ultimi dei suoi lanzichenecchi solo all'alba del 17 partendo dal castello di San Giovanni di Bondone, seguito dal suo fido segretario e biografo Adam Reusner che stilò la cronaca dell'impresa. Percorse stancamente il lungo accidentato tracciato che attraverso il monte Calva e il monte Cingolo Rosso raggiunge dopo circa 9 chilometri Bocca Cocca e che, ancor oggi, viene indicato come il “sentiero la Calva o del Cingolo Rosso”. Nella vallata di Piombino, in territorio comunale di Moerna, la cronaca racconta che il Frundsberg attraversò un burrone assai impegnativo spesso portato a spalle dai suoi uomini. In tutto il tragitto due “lanzi” tenevano le loro lunghe alabarde a mo' di parapetto proteggendolo da eventuali cadute mentre altri lo tiravano avanti per il corpetto e uno dietro lo spingeva. Uomini e cavalli precipitarono nei canaloni. Tra la testa e la coda della colonna vi era quindi oltre due giornate di distanza.
Alcuni ricercatori si chiedono ancora oggi come mai il Frundsberg per raggiungere la pianura Padana non scelse il più semplice itinerario attraverso la Bocca di Valle-Persone-Turano o Moerna per dirigersi verso Hano, oppure scendere giù, a sud, nella valle del Toscolano fino a Maderno invece che inerpicarsi lungo un tracciato atto solo ai camosci, ricercati o contrabbandieri. Una prima ipotesi ce la fornisce il professor Richard von Hartner-Seberich sostenendo che il condottiero fu obbligato a seguire questa strada, la più breve per raggiungere la pianura Padana, dai conti Ludovico e Antonio Lodron, signori feudali della Val Vestino. Difatti costoro erano dei vecchi esperti capitani di ventura, rotti ad ogni astuzia e malvagità, e ben conoscendo il comportamento dei soldati mercenari, sicuramente vollero risparmiare eventuali violenze o danni ai loro fidati vassalli valvestinesi tutelando altresì i loro interessi. Sette mesi dopo, nel maggio del 1527, questi stessi lanzichenecchi saranno gli artefici del sacco di Roma.

### La Repubblica di Venezia e i passi montani della Val Vestino
Il controllo e le informative dei passi montani valvestinesi che collegavano i territori imperiali della Valle del Chiese, feudo dei conti di Lodrone, con quelli della Repubblica di Venezia di Salò, fu sempre una costante preoccupazione dei funzionari veneti della Magnifica Patria di Salò, volti a monitorare eventuali passaggi di eserciti nemici, banditi, contrabbandieri, spie, violatori dei cordoni sanitari causa le frequenti epidemie in quei secoli o gente sospetta alla politica della Serenissima. 
Il primo provveditore a lanciare l'allarme sulla sicurezza dei passi montani oltre il confine veneto fu nel 1547 Marc'Antonio Morosini, scrisse a Venezia sottolineando: "...che possono da quei luoghi alieni passar da quelle parti; dissi anchora che per mia era usurpata da qualche parte del suo territorio da quel canto ove confinano li conte di Lodrone...".
Nel 1608 il provveditore Giovanni Francesco Dolfin ritornò sul problema della vigilanza dei passi accennando alla cima del Cingolo Rosso dove tempo addietro, nel 1526, era transitato il Duca di Borbone "con l'esercito todesco" diretto al sacco di Roma", scrisse che esso "era loco molto difficile da transitar" ma che ciò nonostante "quelli conti [di Lodrone ndr] havevano comandato gente per aggevolar una strada in detta Val Vestino da passar soldatesca, quantonque fosse inverno". I lavori della strada che partiva da Bondone e terminava a Moerna si erano fermati a causa della neve ma c'erano altre strade di montagna "et passi stretti che con pochissime gente et facilmente si ponno guardare".
Meno allarmato sulla situazione politica in Val Vestino sembra il provveditore Giovanni Barbaro che nel 1614 riportò al Senato: "Un poco più dentro vi sono i signori di Lodrone...li quali hanno una Vale nominata Val di Vestino, così congiunta con la Riviera che quelli popoli tragono il loro vivere dalla predetta Riviera, et benché siano sottoposti all'altrui giurisditione et commando hanno però così interna devotione a Vostra Serenità, che più desiderano essere chiamati sudditi veneti che di Lodrone et conducono le loro poche entrate di casine, di animali a vendere tutti su la Riviera per trarne poi da quella biade per il vivere loro, come s'è detto".
A partire dal 1615, il provveditore Marco Barbarigo riferiva "che non si ha potuto usare tanta diligenza che non se sia passato sempre qualcuno per quei sentieri scavezzando i monti per la Val Vestino et con proprij barchetti traghettando il lago d'Idro et anco per terra, entrando nella Val di Sabbio nel Bresciano per andarsene al suo viaggio". 
Nel 1621 il provveditore Melchior Zane descriveva i tre passi principali di queste zone che potevano essere vigilati da 400 armigeri in caso di incursioni nella Riviera di Salò, ossia: "... il conte Hieronimo di Lodrone, patrone del Cingolo Rosso, famoso et antico passo che conduce nella Valle di Vestino et di là si passa per molte strade in questa Riviera...Il passo del Cingolo Rosso è situato sopra un monte del commun di Moerna terra della Val di Vestino. Da Bondone alla chiusa di questo passo sono miglia cinque di sentiero arduo et malaggevole a cavalli carichi.... L'altro è il conte Gerolamo di Conces pur delli istessi conti di Lodrone et è passo di maggiore stima, chiamato Cocca di Valle che con maggiore comodità conduce anche lui nella Valle di Vestino. Il terzo confinante è la Valle di Ledro territorio trentino, che per quattro strade passa nella istessa Riviera". Il provveditore Zane evidenziava al Consiglio dei Dieci che tali passi necessiterebbero di molti soldati per essere prontamente occupati e messi in sicurezza in caso di ostilità con gli imperiali concentrando tutte le forze sul Cingolo Rosso e sulla Cocca di Valle, che si sarebbero potuti pattugliare "colla sola gente del paese", ossia con le milizie locali. D'altra parte in caso di assalto "li conti di Lodrone" e Girolamo in specifico, interverrebbero con i loro "trecento soldati buoni, provisti d'arcobusi da foco et da rotta" per evitare di perdere la "Valle di Vestino, c'ha sotto di sé sette ville, cioè Cadria, Magasa, Harem, Persone, Moerna, Turà et Bolon, che una per l'altra possono fare cinquanta fuochi per cadauna". Essi inoltre potevano concentrare altre truppe presso la rocca di San Giovanni di Bondone "fabbricata da non molt'anni in qua".

### Il passaggio dei garibaldini nel luglio 1866
Con lo scoppio della terza guerra di indipendenza tra il Regno d'Italia e l'Impero austriaco il 20 giugno 1866, la Val Vestino, nell'attuale provincia di Brescia, ma ai tempi sotto l'Impero austriaco, si trovò, a causa della penetrazione militare del Corpo Volontari Italiani di Garibaldi lungo la direttrice della Valle del Chiese al fine di raggiungere la Valle dell'Adige ed espugnare Trento, al centro dei piani militari di ambo gli eserciti contendenti. Difatti gli austriaci salendo da Bocca Cocca e Bocca di Valle la occuparono con l'intenzione di accerchiare la Rocca d'Anfo, mentre i garibaldini la usarono come transito verso la Valle di Ledro per porre l'assedio del Forte d'Ampola. A proposito della presa del forte così scriveva il 20 luglio da Storo un garibaldino appartenente alla 3ª Compagnia del capitano Bartolomeo Bezzi Castellini del 2º Reggimento Volontari Italiani al comando del tenente colonnello Pietro Spinazzi: "Il forte d'Ampola è nostro; il telegrafo ve lo ha già detto. A me non resta che darvi i particolari del fatto, che segna, almeno per la mia Compagnia a cui appartengo, la giornata più brillante della nostra campagna. Erano ormai più di 15 giorni che errando di valle in valle, di cima in cima, ci credevamo ridotti al gretto mestiere della guardia di finanza, quando improvvisamente un ordine, tanto desiderato quanto inatteso, ci giunse per riunirci alle diverse compagnie del 2°, del 3°, del 7º e del 9º Reggimento che stavano, come vi scrissi nell'ultima mia, scaglionate nelle montagne che dividono dal Garda la Valle del Chiese e le adiacenti catene. La fu per noi una marcia faticosissima. Il nostro sentiero dal Ponte del Colle ad Hano fu il letto di un torrente percorso a notte, poi arrivarono le scogliere del monte Stino, poi la discesa fino a poche miglia da Storo da cui vi scrivo, e dove restammo quattro giorni agli avamposti soffrendo la fame e la sete e durando fatiche che gli stessi soldati del 59° e del 60° tornarono affatto. Ieri a mezzodì la bandiera giallonera diè posto alla bianca. Dall'alture dove noi eravamo era difficile scorgere i danni immensi che i nostri cannoni avevano fatto subire alla fortezza... Quando il comandante del forte ebbe presentata la spada al nostro capitano comandante la 3ª Compagnia (il quale cavallerescamente la restituiva all'austriaco) ci fu permesso di scendere nella valle...".

### La Grande Guerra
Il 2 agosto 1914 l’Austria dichiarò guerra alla Serbia e anche i valvestinesi italiani, in quanto sudditi dell’Impero Austro Ungarico, furono richiamati alle armi.
Il 24 maggio 1915, tuttavia, l’Italia dichiarava guerra all’Austria e la Valvestino, lasciata a se stessa dai militari e dai gendarmi austriaci, fu rapidamente occupata.
Appena insidiatisi, i militari italiani si preoccuparono di fortificare la zona. Nei mesi successivi 500 operai militari e civili agli ordini degli ufficiali del Genio militare iniziarono i lavori che durarono fino al 1918 e costituirono la Terza linea di difesa arretrata. Il Comando dell’esercito fece scavare trincee munite di reticolati, rifugi e altre opere di difesa dalla cresta del monte Stino a Bocca Cocca, dalla cresta del Cingolo Rosso a Bocca di Valle e da questa a tutta la cresta del monte Tombea.
Nella zona si insediarono inoltre un posto della Regia Guardia di Finanza a Moerna e uno a Persone e due stazioni dei Carabinieri a Turano e a Magasa. Per collegare i nuovi presidi vennero realizzate una serie di strade: una carreggiabile che collegava Idro con Capovalle, Moerna, Persone, Bocca Caplone, Bondone e Lago d’Idro e un'altra che da Moerna portava a Bocca Cocca, sul monte Stino e proseguiva al monte Calva e Bondone; delle mulattiere che consentivano di passare da Capovalle a monte Stino a Bocca Cocca a Bocca di Valle e dai prati di Magasa a Puria e Tremosine. Il Comando Militare fece anche iniziare i lavori per una carreggiabile Toscolano–Molino di Bollone. La costruzione di quest’ultima strada, che avrebbe potuto costituire un’importante stimolo per l’economia della valle, fu però affidata ai prigionieri di guerra e non fu completata. La necessità di costruire un nuovo sistema viario venne anche sfruttato dal Regno d'Italia con finalità politiche volte volte a fare dimenticare il relativo abbandono in cui erano state tenute fino ad allora le popolazioni locali dall'Impero austro-ungarico. In questa volontà già tenuta in considerazione dalle autorità militari, intervennero spesso i politici e le comunità locali che facevano pressione si progettisti del Genio militare dell'esercito per raggiungere un territorio più che un altro. Nella realizzazione della strada che doveva collegate Toscolano con Ponte Caffaro passando per la Val Vestino, per rifornire la Terza linea di difesa arrestata di Magasa, Valvestino e Capovalle le ingerenze politiche furono pressanti che alla fine il Comando militare richiamò al rispetto dei ruoli le autorità locali e operò in autonomia.
Una linea telefonica allacciò invece Capovalle e Storo.
Dal punto di vista militare la Val Vestino durante la guerra dipendeva da un comandante che risiedeva sul monte Stino, mentre il governo civile era affidato a un Commissario di stanza a Storo. Nell'ultimo anno di guerra, nel 1918, si susseguirono gli avvicendamenti dei reparti, dal 28 marzo al 4 aprile, la Brigata "Lario" si spostò nella zona tra il lago d'Idro e quello di Garda; il 233º Reggimento fanteria si accantonò a Capovalle, Moerna, Storo e Tremalzo; il 234º Reggimento fanteria tra Sarmerio e Vesio a Tremosine, meno il II battaglione che si trasferì ad Anfo. In queste località i reggimenti atteserono alacremente a lavori di rafforzamento e mantenimento delle linee arretrate. Il 21 aprile il II Battaglione del 234º Reggimento si accantonò a Gardòla. Dal 23 al 27 la brigata si schierò in val di Ledro e la Brigata "Lario" assunse la difesa anche della zona di "Passo di Nota".
Terminata la Grande Guerra la regione legò le sue sorti a quelle dello stato italiano in modo definitivo.

## Natura
La cengia del Monte fu erborizzata nella metà dell'Ottocento dal botanico Pietro Porta e nel 1941 dal sacerdote Filiberto Luzzani.

## Accessi
Le vetta del monte è raggiungibile attraverso una mulattiera militare che scende partendo da Bocca Cocca, sopra Moerna in Valvestino, oppure, al contrario, a sud,  dal monte Calva, salendo da Bondone. Altro accesso per escursionisti ha inizio presso la località Vesta di Idro inerpicandosi su sentiero fino al Fienile Berard a quota 1000 m. e da lì seguendo la carrozzabile del monte Calva oppure transitando nella gola della Valle di Piombino per poi proseguire alla sua testa in discesa intercettando la mulattiera militare fino al Monte.